# جليلة حفصية
جليلة بنت حمدة حفصية هي كاتبة وصحفية وأديبة تونسية تكتب باللغة الفرنسية. أصيلة مدينة مساكن. ولدت يوم 17 أكتوبر 1927 وأقامت بمدينة تونس طوال حياتها. لها مستوى التعليم الثانوي واشتغلت في عدة وظائف إدارية وثقافية منها توليها إدارة ناديين ثقافيين بتونس يستقطبان المثقفين من كل الفئات وخاصة منهم الطلبة. وهما نادي الطاهر الحداد بوسط مدينة تونس العتيقة ونادي سوفونسيبة بضاحية المرسى بتونس.
تعتبر جليلة حفصية من رائدات الكتابة الصحفية النسائية. وقد نشرت مقالات باللغة الفرنسية في الجرائد التونسية ومنها خاصة جريدة لابراس (بالفرنسية: La Presse)‏. وكانت من جيل مجموعة من النسوة المثقفات اللاتي كتبن في الصحافة التونسية مثل توحيدة بن الشيخ وبشيرة بن مراد وفاطمة بن علي ودرة بوزيد ووحيدة بلحاج ونفيسة بن رجب. اعتبرت جليلة حفصية أول أديبة تونسية تنشر قصة باللغة الفرنسية وعنوانها «رماد في الفجر». وأهم اصدراتها الأدبية هي:
- Cendres a laube (رماد في الفجر) تونس 1981
- Soudain la vie (فجأة الحياة) تونس 1992